# Казанська церква (Семенівка)
Казанська церква, Храм Казанської ікони Божої Матері — православний храм та пам'ятка архітектури місцевого значення у Семенівці.

## Історія
Рішенням виконкому Чернігівської обласної ради народних депутатів від 12.02.1985 № 75 надано статус «пам'ятник архітектури місцевого значення» з охоронним № 28-Чг під назвою «Казанська церква». Встановлено інформаційну дошку.

## Опис
Казанська церква — приклад культової архітектури російсько-візантійського стилю. Була побудована 1875 року коштом поміщика П. Ф. Чваня і парафіян.
Кам'яна, чотиристовпова, трьох нефна, п'ятикупольна церква, із заходу з'єднується з п'ятиярусною дзвіницею, вкритою наметом, висотою 47,5 м. Основний об'єм у плані близький до квадрата. Вівтар, бабинець та дзвіниця — прямокутні. Барабани голів увінчані шоломоподібними куполами. Центральний розділ — барабан на четверику увінчаний шоломоподібними куполами, межі четверика завершується кокошниками. Храм із трьома входами (головний — західний). Фасади прикрашені складним декором у вигляді пілястр, аркатурного пояса, сандриків, кокошників. Спочатку храм оточувала стіна з центральними воротами та двома хвіртками з півночі та півдня.
1935 року церкву було закрито для богослужінь. Наступного року було знято хрести з куполів, а сам храм перетворено на склад.
У період 1994—1997 років було проведено реставрацію екстер'єру храму. У 1995 році було закуплено та встановлено комплект із дзвінниць, виготовлених за індивідуальним замовленням. 1999 року за сприяння Президента України Леоніда Кучми церкву було повністю відреставровано, встановлено новий іконостас, повністю оформлено екстер'єр. 22 вересня 1999 року було урочисто відкрито Казанську церкву.

## Приналежність
Церква належить релігійній громаді Української православної церкви (РПЦ) М. Семенівка парафії Казанської ікони Божої Матері. Громада є юридичною особою, зареєстрованою 13.04.1995 року.  Згідно з останнім оновленням даних 01.05.2025, юридична особа є зареєстрованою. Уповноваженою особою громади є Смей Валерій Васильович.